# Andrew Marvell

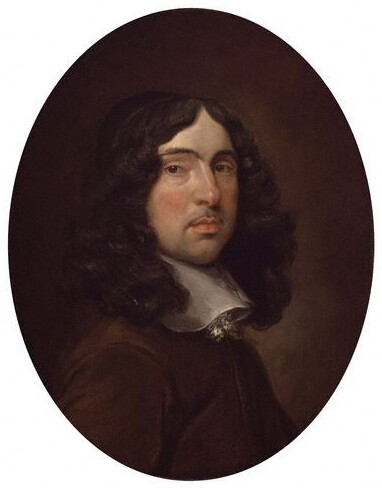
Andrew Marvell

Andrew Marvell (* 31. März 1621 in Winestead bei Patrington, Holderness, Yorkshire; † 16. August 1678 in London) war ein englischer Dichter und Politiker. Er gilt neben John Donne und George Herbert als einer der bedeutendsten Metaphysical Poets („metaphysischen Dichter“).

## Leben
Marvell wurde 1621 als Sohn des anglikanischen Pfarrers Rev. Andrew Marvell d. Ä. und dessen Frau Anne geboren. Als er drei Jahre alt war, zog die Familie aus Yorkshire nach Hull. Von 1633 bis zum Tod seines Vaters 1640 studierte Marvell am Trinity College der Universität Cambridge. 1637 veröffentlichte er ein griechisches und ein lateinisches Gedicht in den Musa Cantabrigiensis. Möglicherweise arbeitete er nach seinem Studium im Handelsbetrieb seines Schwagers Edmund Popple.
Während des englischen Bürgerkriegs war er von 1642 bis 1646 in Frankreich, in Holland, in der Schweiz, in Spanien und in Italien auf Reisen, vermutlich in der Eigenschaft als Begleiter und Privatlehrer adeliger Reisender auf ihrer Grand Tour. Während dieser Auslandsaufenthalte lernte er wahrscheinlich die kontinentale Barocklyrik kennen, insbesondere die Dichtung der französischen poètes libertins wie Théophile de Viau oder Marc-Antoine Girard de Saint-Amant, dessen Anpreisung der Natur als Rückzugs- oder Regenerationsort für das reflektierende Bewusstsein (Solitude-Dichtung) seiner eigenen Naturlyrik durchaus wesensverwandt ist.
Nach seiner Rückkehr war er ab 1650 Hauslehrer der zwölfjährigen Mary Fairfax, der Tochter des ehemaligen Armeeführers Thomas Fairfax, der sich kurz zuvor geweigert hatte, an einer militärischen Strafexpedition gegen königstreue Kräfte in Schottland teilzunehmen und im Amt des Oberbefehlshabers von Oliver Cromwell ersetzt wurde. 1650 veröffentlichte Marvell seine Horatian Ode upon Cromwell's Return from Ireland, die den von einer blutigen Strafexpedition aus Irland zurückkehrenden Cromwell als gleichsam antiken, über alles Zeitliche erhabenen Helden feiert. 1653 wurde Marvell von John Milton für ein Regierungsamt empfohlen, doch blieb diese Empfehlung ohne Erfolg. Daraufhin wurde Marvell Tutor von Cromwells Mündel William Dutton in Eton. 1655 veröffentlichte Marvell einen erneuten Lobgesang auf Cromwell, The First Anniversary of the Government Under His Highness The Lord Protector.
1657 wurde Marvell unter dem Secretary of State und Geheimdienstchef John Thurloe Assistent des erblindeten John Milton, der als „Latin secretary“ Sekretär für fremdsprachige Angelegenheiten und Chefpropagandist in Cromwells Staatsrat war. 1658 erschien Marvells Gedicht auf den Tod Cromwells, A Poem upon the Death of His late Highnesse the Lord Protector.
Noch während der Regierungszeit von Cromwells erfolglosem Nachfolger Richard Cromwell wurde Marvell 1659 als Abgeordneter seiner Heimatstadt Hull in das Unterhaus des Englischen Parlaments gewählt und konnte diesen Sitz bis zu seinem Tod behaupten. Nachdem die Monarchie 1660 wiederhergestellt worden war, wusste er jede Bestrafung für seine Zusammenarbeit mit den republikanischen Puritanern zu umgehen. Es ist wohl auch sein Verdienst, dass John Milton nicht zur Strafe für seine antimonarchistischen Schriften und revolutionären Taten hingerichtet wurde. Diese Forderung der neuen Regierung soll Marvell durch seine Fürsprache bei König Charles II. verhindert haben. Zur zweiten Auflage von Miltons Paradise Lost trug Marvell 1674 ein einleitendes Gedicht bei.
Marvell war ein aktiver Politiker, er beantwortete Briefe der Bürger seines Wahlkreises und reiste mit dem Earl of Carlisle in diplomatischer Mission nach Russland, Schweden und Dänemark. In Prosa-Satiren, die anonym erschienen, kritisierte er die Monarchie, verteidigte puritanisch gesinnte Oppositionelle und trat gegen die Zensur ein. Einer seiner Gegner in den kirchenpolitischen Diskussionen der Zeit war der Theologe Samuel Parker. 1678 starb Marvell wahrscheinlich an Malaria tertiana und wurde in der Kirche Saint-Giles-in-the-Fields in London begraben.

## Lyrisches Werk
Die gesammelten Gedichte Marvells erschienen postum 1681. Ein Großteil seiner bedeutenderen Gedichte, in denen er den weltlichen mit dem geistlichen Blick auf die Dinge zu verbinden versucht, entstand in den Jahren zwischen 1650 und 1652, die er als Hauslehrer der Mary Fairfax auf deren Anwesen in Appleton House in Yorkshire verbrachte.
Marvell wird als einer der letzten metaphysical poets angesehen; sein lyrisches Werk enthüllt jedoch sowohl Einflüsse von Ben Jonson wie auch von John Donne und seine späteren politischen Gedichten zeigen seine Nähe zu dem klassizistischen Satiriker John Dryden. Seine Honoration ode upon Cromwell‘s return from Ireland (1650) gilt als eine meisterhafte geschichtsphilosophische Deutung der politischen Streitigkeiten oder Auseinandersetzungen seiner Zeit.
Nicht zuletzt durch die Bürgerkriegserfahrung entwickelte er ein besonders sensibilisiertes, lebendiges Naturgefühl. Die Spannweite seiner lyrisch-meditativen Verwandlung der von ihm durchaus sinnlich genossenen Natur zeigt sich beispielsweise in einer Gegenüberstellung seiner beiden großen Gartengedichte. In beiden Gedichten wird der Garten als Ahnung des Paradieses in einer gefallenen Welt gefeiert. Anders als in den französischen Vorbildern wird dabei die Natur zum Schutzraum vor den Nachstellungen des Eros erklärt. Das betrachtende Ich wird über die Stufen der leiblichen und geistig-imaginativen zur seelischen Ekstase geleitet. Auf diese Weise verleiht Marvell dem scheinbar epikuräisch abgehandelten Thema eine tiefere spirituelle Dimension. Analog zu seiner berühmten Liebeseinladung To His Coy Mistress entsteht hier ein Spannungsfeld zwischen Hedonismus und Askese.
Marvells Garten- und Landschaftsgedichte verbinden damit in kennzeichnender Form die Anschaulichkeit und Klarheit der Naturbilder in der Tradition Jonsons oder seiner Schüler mit der spekulativen Argumentationskunst John Donnes.
Marvells geistliche Gedichte zeichnen demgegenüber die verworfenen Freuden der Welt stets aufs Neue in den schillerndsten Farben.
Als Huldigung an Lord Fairfax steht Upon Appleton House mit seinen nahezu 800 Versen in der Tradition des country house poems; in dem gemächlichen Fortschreiten vom Haus über den Garten in die offene Landschaft verbindet sich dabei die feierliche Vorstellung geistiger Freiheit im natürlichen Ordnungsraum mit der gesellschaftlichen Gebundenheit. Dieses Gedicht wird von Kritikern zu den originellsten Gedichten in der englischsprachigen Lyrik gezählt.
Die pastorale Unschuld gewinnt in dieser Lyrik ihre besondere Leuchtkraft aus der Erfahrung einer gefallenen Welt, während in Gedichten wie The Nymph Complaining the Death of Her Fawn oder The Picture of the Little T.C. in a Prospect of Flowers die spezifisch weibliche Erotik der Unschuld an der Schwelle oder im Vorfeld der Erfahrung gepriesen wird.
Zu den wohl bekanntesten, in der Kritik meist geschätzten und rezeptionsgeschichtlich bedeutsamsten metaphysischen carpe diem- Gedichten Marvells zählt vor allem sein vermutlich in den frühen 1650er Jahren verfasstes Werk To His Coy Mistress. Obwohl der genaue Entstehungszeitraum dieses Gedichtes nicht mehr mit hinreichender Sicherheit festzustellen ist, gilt es als prägend und modellhaft für die Entwicklung der gesamten metaphysischen Dichtung. Von jüngeren Kritikern wird dieses Gedicht vereinzelt auch aufgrund seiner komplexen und widersprüchlich deutbaren Metaphorik, die die offen wahr genommene, eigentliche gedanklich-begriffliche Aussage mehrfach irionisch bricht, als eine ironische Stellungnahme Marvells zu der gesamten Thematik der Sexualität und Verführung in der metaphysischen Dichtung verstanden.

## Werke

### Gedichte
- The First Anniversary of the Government Under His Highness the Lord Protector. 1655.
- The Character of Holland. 1665.
- Clarendon's House Warming. 1667.
- Dialogue Between Two Horses. 1675.
- Advice to a Painter. 1678.
- Miscellaneous Poems. 1681.
- A Collection of Poems on Affairs of State. 1689.
- To his coy mistress. 1681.

### Prosa
- The Rehearsal Transpros'd. 1672.
- Mr. Smirke. 1676.
- An Account of the Growth of Popery, and Arbitrary Government in England. 1678.
- Remarks Upon a Late Disingenuous Discourse. 1678.